# Hiroshi Sakurazaka
Hiroshi Sakurazaka (jap. 桜坂 洋 Sakurazaka Hiroshi; ur. 1970) – japoński twórca fantastyki, tworzący powieści z gatunku light novel. Zadebiutował w 2002 roku. Najbardziej znany jest ze swojej powieści Na skraju jutra, na podstawie której powstał film pod tym samym tytułem.

## Życiorys
Początkowo pracował w branży IT. Zadebiutował w 2002 w trakcie drugiej edycji Nagrody Super Dash Shōsetsu Shinjin książką Mahō tsukai no netto. Powieść została wydana w 2003 roku pod tytułem Yoku wakaru gendai mahō. Następnie przerodziła się w serię light novel, a na jej bazie powstało anime. W 2004 roku zdobył Nagrodę S-F Magazine Dokusha za opowiadanie Saitama chēnsō shōjo. W 2004 roku została wydana jego książka Na skraju jutra (All You Need Is Kill), której polskie tłumaczenie wydało w 2014 roku wydawnictwo Galeria Książki.

## Twórczość

### Powieści
- Yoku wakaru gendai mahō, 2003
- Na skraju jutra, 2004 (All You Need Is Kill, przekład Anny Horikoshi, Galeria Książki, 2014)
- Yoku wakaru gendai mahō 2: Garbage Collector, 2004
- Yoku wakaru gendai mahō 3: Ghostscript for Wizards, 2004
- Yoku wakaru gendai mahō 4: jini tsukai, 2005
- Yoku wakaru gendai mahō 5: TMTOWTDI tatta hitotsu ja nai saeta yarikata, 2005
- Yoku wakaru gendai mahō 6: Firefox!, 2009
- Yoku wakaru gendai mahō ga 256-bai yoku wakaru hon, 2009
- Slum Online, 2010

### Opowiadania
- Saitama chēnsō shōjo, 2003